# The Promise Land
The Promise Land è un cortometraggio muto del 1916 diretto da Lawrence C. Windom. Prodotto dalla Essanay e distribuito in giugno dalla General Film Company, aveva come interpreti principali Bryant Washburn e Marguerite Clayton.

## Produzione
Il film fu prodotto dalla Essanay Film Manufacturing Company.

## Distribuzione
Distribuito dalla General Film Company, il film - un cortometraggio in tre bobine - uscì nelle sale cinematografiche USA il 17 giugno 1916.